# Norrsjön (Bjuråkers socken, Hälsingland)
Norrsjön är en sjö i Hudiksvalls kommun i Hälsingland och ingår i Delångersåns huvudavrinningsområde. Sjön är 6 meter djup, har en yta på 0,322 kvadratkilometer och befinner sig 337 meter över havet. Sjön avvattnas av vattendraget Älpbäcken.

## Delavrinningsområde
Norrsjön ingår i det delavrinningsområde (688903-152719) som SMHI kallar för Inloppet i Norrsjön. Medelhöjden är 369 meter över havet och ytan är 5,72 kvadratkilometer. Det finns inga avrinningsområden uppströms utan avrinningsområdet är högsta punkten. Älpbäcken som avvattnar avrinningsområdet har biflödesordning 2, vilket innebär att vattnet flödar genom totalt 2 vattendrag innan det når havet efter 101 kilometer. Avrinningsområdet består mestadels av skog (82 procent). Avrinningsområdet har 0,32 kvadratkilometer vattenytor vilket ger det en sjöprocent på 5,7 procent.